# Zalqaraağac
Zalqaraağac è un comune dell'Azerbaigian situato nel distretto di Sabirabad. Conta una popolazione di 889 abitanti.